# Whenever (canção de Forever in Your Mind)
"Whenever" é um single promocional da boyband americana Forever In Your Mind, como tema de abertura da série do Disney Channel Best Friends Whenever.

## Faixas e formatos
A versão digital de "Whenever", lançada como single promocional na iTunes Store, contém apenas uma faixa com duração de dois minutos e quinze segundos.
| Download digital |            |                            |         |  |
| N.º              | Título     | Compositor(es)             | Duração |  |
| 1.               | "Whenever" | Mitch Allan, Lindy Robbins | 2:15    |  |

## Histórico de lançamento
| País  | Data                | Formato          | Gravadora           |
| ----- | ------------------- | ---------------- | ------------------- |
| Mundo | 26 de junho de 2015 | Download digital | Walt Disney Records |

## Curiosidades
- Esse é o tema de abertura da série do Disney Channel Best Friends Whenever.[4]
- Dos três integrantes da banda, dois atuam na série Best Friends Whenever: Ricky Garcia interpreta Naldo, e Emery Kelly participou como Cameron.
- Uma prévia da música foi ouvida na promo da série Best Friends Whenever.[5]
- Foi lançada como um single na sexta-feira, 26 de junho de 2015. Originalmente seria lançada junto com a estreia da série Best Friends Whenever, mas por alguma razão, foi lançada de manhã.
- O título original da música era "Right There with You".